# 埃尼斯
埃尼斯，是西班牙安达卢西亚自治区阿尔梅里亚省的一个市镇。 总面积67km2, 总人口261人（2001年），人口密度4人/km2。